# Pellenes canosus
Pellenes canosus là một loài nhện trong họ Salticidae.
Loài này thuộc chi Pellenes. Pellenes canosus được Eugène Simon miêu tả năm 1937.